# Wartburgplatz (Berlin)
Der Wartburgplatz ist eine kleine innerstädtische Grünanlage im Berliner Ortsteil Schöneberg des Bezirks Tempelhof-Schöneberg.

## Lage und Geschichte
Der Wartburgplatz wird begrenzt von der Wartburg-, Martin-Luther-, Apostel-Paulus- und Gothaer Straße und liegt rund 300 Meter nördlich des Rathauses Schöneberg. Jenseits der Apostel-Paulus-Straße schließt sich nach Norden der weitläufige Gebäudekomplex des Amtsgerichtes Schöneberg an. Der Platz mit einer Seitenlänge von rund einhundert Metern besteht aus einer rechteckigen baumbestandenen Wiese, die ein Spazierweg umläuft. Er verfügt über einen Spielplatz und am Platz befindet sich das Kulturzentrum „Die Weiße Rose“ (benannt nach der Weißen Rose, einer Widerstandsgruppe gegen die Diktatur des Nationalsozialismus), das 1956 vom Bezirksamt als „Haus der Jugend“ eröffnet worden war.
Die Platzgestaltung stammt von Stadtbaurat Paul Egeling. Die feierliche Eröffnung fand im Jahr 1902 statt. Bereits um 1899 waren die Namen Wartburgplatz und Wartburgstraße (nach der Wartburg) festgelegt worden. Dies bezieht sich auf die anliegende Martin-Luther-Straße, wie dort auch mehrere andere Straßennamen in Beziehung zum Leben Luthers stehen. Der Platz liegt mitten in einem dicht bebauten Wohngebiet mit gutbürgerlichen Mietshäusern, die zum großen Teil aus der Zeit vor dem Ersten Weltkrieg stammen. Das Bayerische Viertel mit seiner repräsentativen Gründerzeitbebauung liegt in unmittelbarer Nähe.
Bis 1963 war der Wartburgplatz Endhaltestelle der Straßenbahnlinie 66, die zwischen Schöneberg und Steglitz verkehrte. Am 2. Mai 1963 wurde die Straßenbahnlinie eingestellt und auf Busbetrieb umgestellt.

## Spielplatz
Der Spielplatz auf dem Wartburgplatz erfreut sich großer Beliebtheit. Kinder und Jugendliche, die im danebenliegenden Theater Vorstellungen besuchen, toben sich anschließend hier aus. Besonders die hohen und verschachtelten Gänge und Brücken der „Ritterburg“ üben eine Faszination auf die Spielenden aus.

## Kunstwerke

### Zwei Pferde mit Wagen

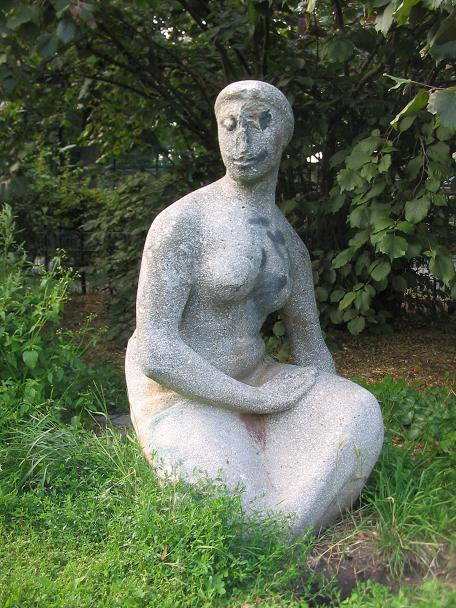
Skulptur Die Kauernde von Katharina Szelinski-Singer

Auf dem Spielplatz befindet sich die rund 1,20 Meter hohe Figur Zwei Pferde mit Wagen von der Künstlerin Hilde Richter, die verschiedene weitere Arbeiten für Spielplätze produziert hat und für die Gestaltung Berliner Lehmbauspielplätze einen Preis gewann.

### Die Kauernde
Eine weitere Figur steht am Nordrand der Wiese. Die Skulptur Die Kauernde (oder Die Hockende) aus dem Jahr 1956 ist ein Werk der Berliner Bildhauerin Katharina Szelinski-Singer, die durch ihr Denkmal für die Trümmerfrauen im Volkspark Hasenheide bekannt wurde. Die Kauernde ist nach der Trümmerfrau das zweite Werk der Künstlerin im öffentlichen Raum.
Die 1,25 Meter hohe Sandsteinfigur stellt einen lebensgroßen weiblichen Halbakt mit seitwärts gewandtem Kopf dar, der im Gras kniet. Die rechte Hand ruht im Schoß, während die andere Hand den Rock an das linke Schienbein drückt. Das Werk weist 2007 verschiedene Schäden auf. Ein Teil des Hinterkopfes ist weggebrochen, sodass ein inneres Stabilisierungseisen an dieser Stelle freiliegt. Das linke Auge ist ausgeschlagen. Zudem weist das Werk verschiedene Beschmierungen auf, die sich offensichtlich nicht restlos entfernen lassen.
Ein Modell für die Freiplastik, eine 22 Zentimeter hohe Bronzefigur, befindet sich im Besitz der Künstlerin.